# Kloster Marienberg (Boppard)

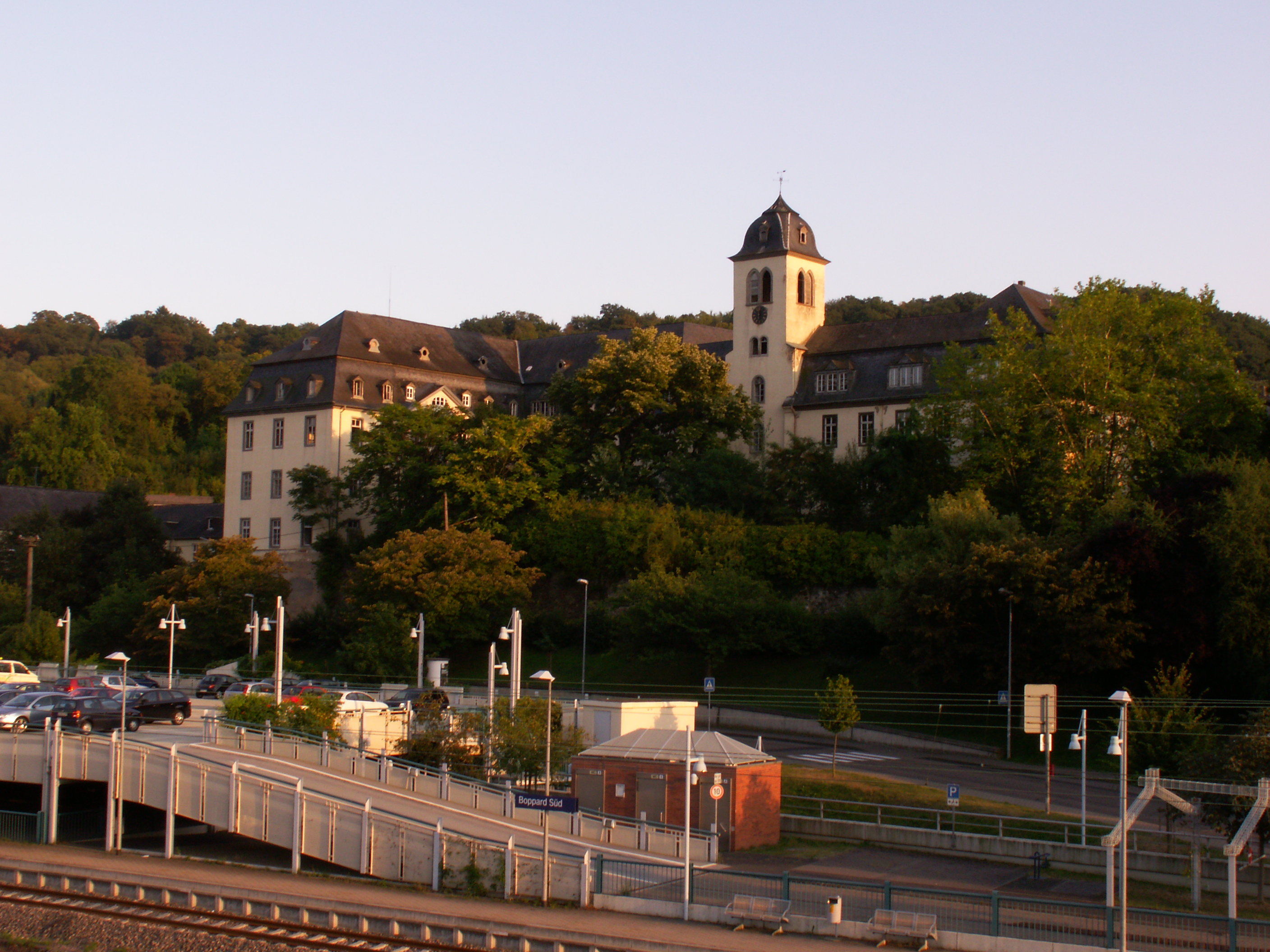
Kloster Marienberg

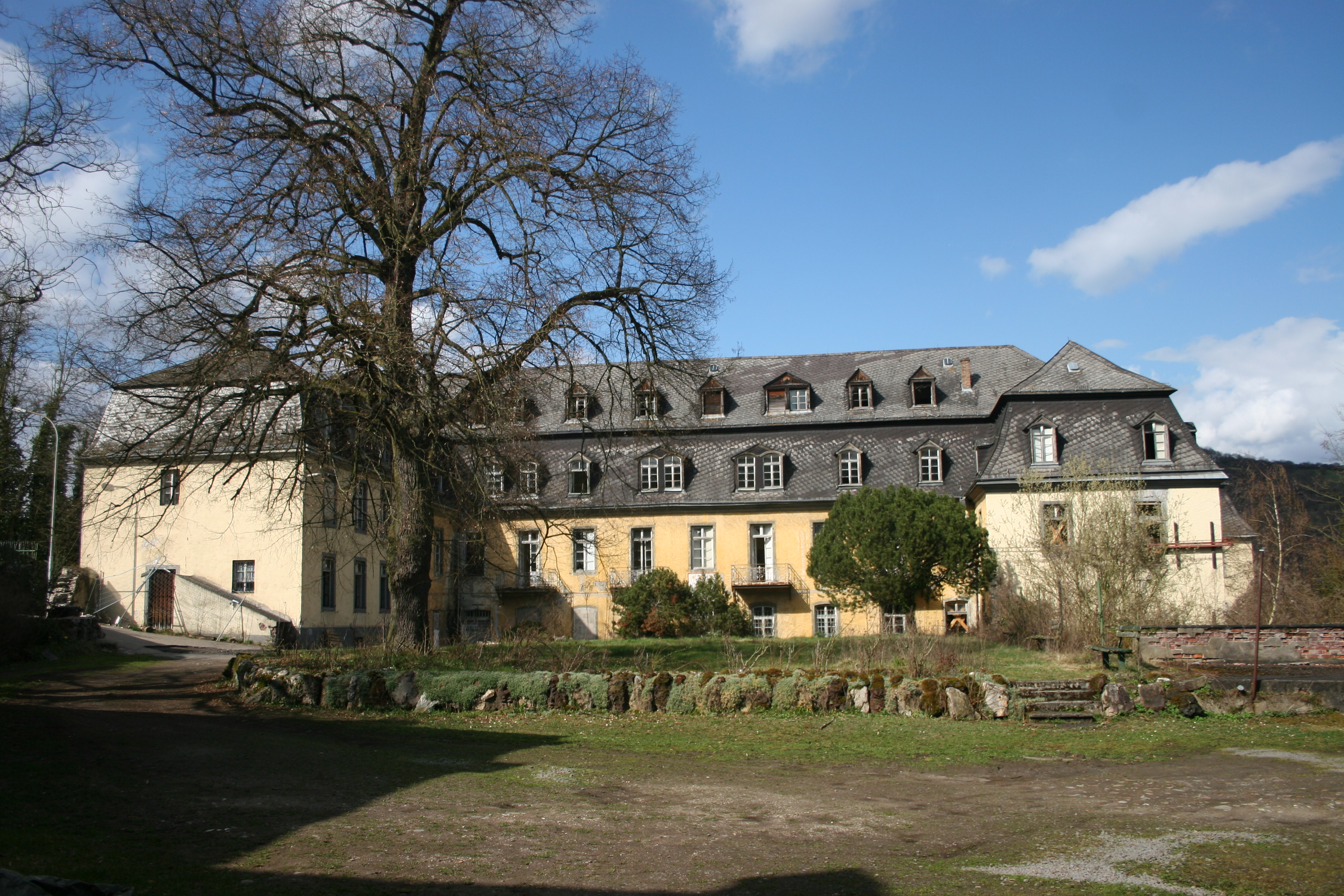
Südliche, stadtabgewandte Fassade des Klosters Marienberg

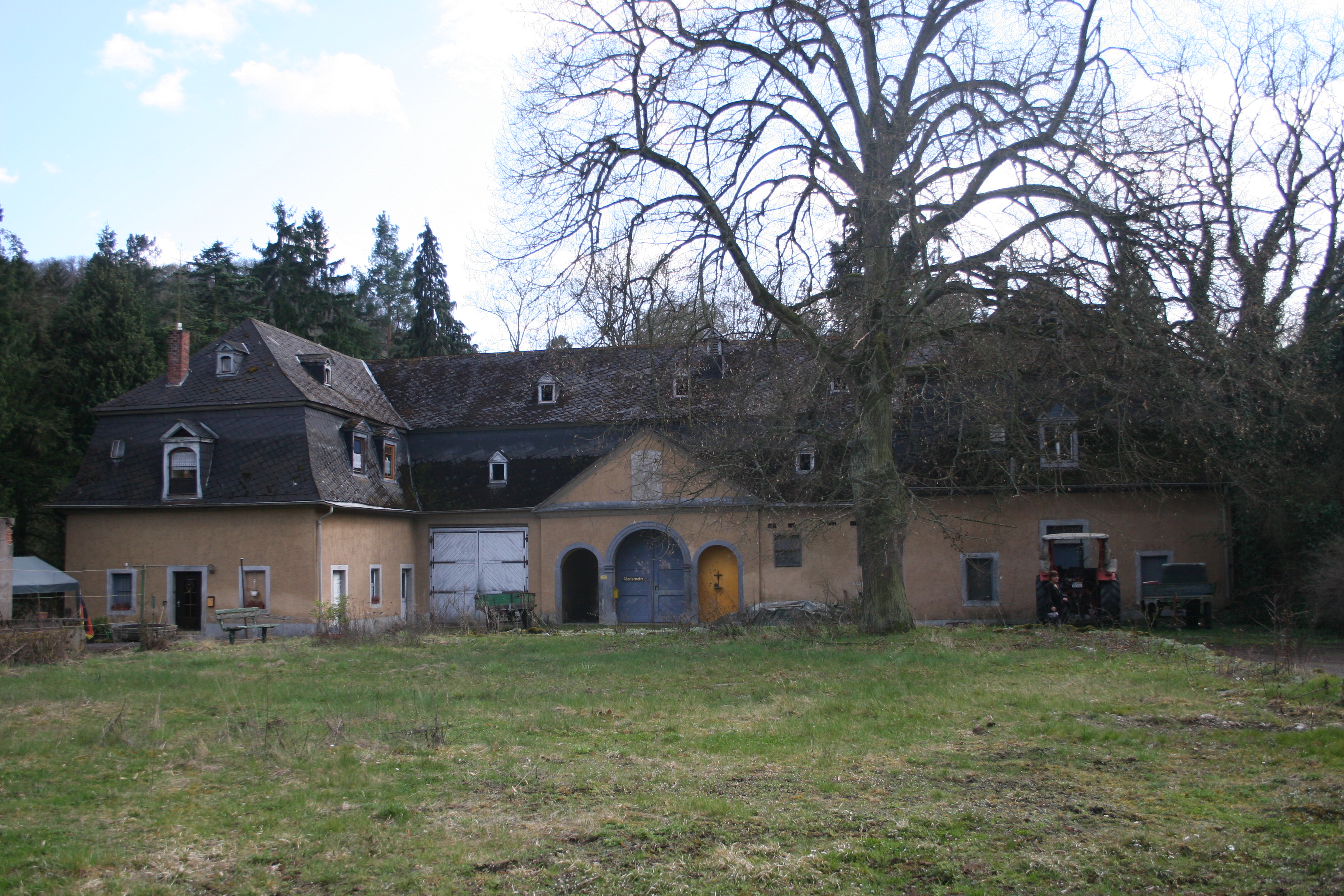
Das ehemalige Ökonomiegebäude des Klosters

Das Kloster Marienberg in Boppard ist ein ehemaliges Benediktinerinnenkloster. Dieses Adligenkloster wurde im 12. Jahrhundert gegründet und der Benediktinerabtei St. Matthias unterstellt. Ab Mitte des 15. Jahrhunderts, in Folge einer Reform der Regeln zum Leben im Kloster, stand Marienberg eine eigene Äbtissin vor. Deshalb wird das Klostergebäude heute auch Benediktinerinnenabtei Marienberg genannt. Nach einem verheerenden Brand im Jahr 1738 wurde es im Barockstil neu aufgebaut. Im Zuge der Säkularisation wurde das Kloster aufgelöst und in eine Kaltwasseranstalt umgebaut. Nach dem Zweiten Weltkrieg wurde es bis ins Jahr 1981 von den Ursulinen wieder als Kloster und als Schule verwendet. Seitdem stand das Kloster hauptsächlich leer.
Das Klostergebäude ist das größte Kulturdenkmal im Rhein-Hunsrück-Kreis und seit 2002 Teil des UNESCO-Welterbes Oberes Mittelrheintal. Jedoch ist die Bausubstanz des Gebäudekomplexes in sehr schlechtem Zustand.
Der ehemalige Klostergarten wird heute Marienberger Park genannt und als Naherholungsgebiet genutzt. In diesem Park wird einmal im Jahr die traditionsreiche Orgelbornkirmes gefeiert.

## Lage
Das Kloster Marienberg wurde südöstlich der mittelalterlichen Stadt Boppard am Hang errichtet. Nördlich zur Stadt hin gerichtet befindet sich ein Vorhof. Zwischen dem ehemaligen Kloster und dem im 19. Jahrhundert entstandenen Wohngebiet an der Simmerner Straße verläuft die Marienberger Hohl als Verbindungsstraße zur Simmerner Straße, die auf den Hunsrück führt. Südlich des Klosters befindet sich das ehemalige Viehhaus und im Südosten liegt der Klostergarten, der heute Marienberger Park genannt wird. Die Gebäude der Realschule Marienberg befinden sich östlich und der Bahnhaltepunkt Boppard Süd liegt nordwestlich des Klosters.

## Geschichte

### Gründung des Klosters

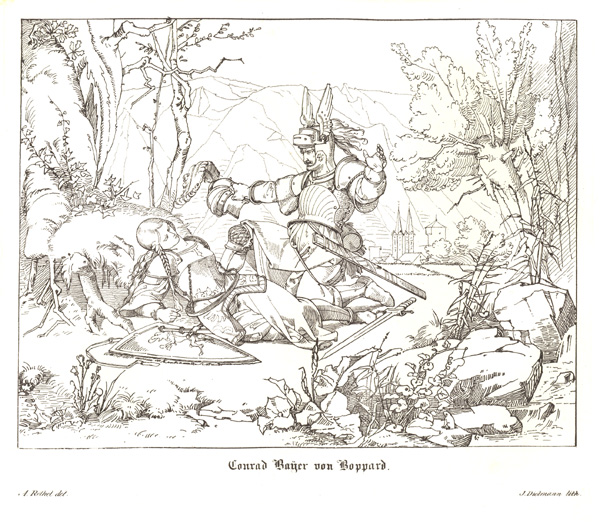
Zeichnung von Adelheid von Stolterfoth: Zu sehen ist Konrad Bayer von Boppard, der den Tod von Maria betrauert.

Nach einer Sage wurde das Kloster Marienberg durch Konrad Beyer von Boppard gegründet. Da seine Freunde ihn dazu gebracht hatten, gab er Anfang des 12. Jahrhunderts seiner Braut Maria das Eheversprechen zurück. Obwohl er dies schnell bereut habe, sei er zu stolz gewesen, dies zuzugeben. Daraufhin wurde Konrad Beyer von Boppard von der als Mann verkleideten Maria zum Duell herausgefordert. In diesem Duell tötete Konrad die geliebte Maria und ließ aus diesem Grund das Kloster Marienberg errichten. Anschließend zog Konrad Beyer von Boppard zum Sterben in den Krieg.
In Wahrheit wurde das Kloster nicht von einer Person gegründet. Im Jahre 1120 erwarben Bopparder Bürger die Marienkapelle und zusätzlichen Grundbesitz und stifteten das Kloster „Mariabodenberg“, das später den Namen „Hohes Kloster“ führte. 1123 bestätigte Kaiser Heinrich V. die Stiftung und unterstellte sie der Abtei St. Euccharius (heute: St. Matthias) bei Trier. 1147 wurde die „Cella B. Marie die Bopardie“ in Urkunden als Besitztum der Abtei St. Euccharius erwähnt. 1148 bestätigte Papst Eugen III. die Stiftung.

### Vom 13. bis zum 15. Jahrhundert

Situationsplan des Bopparder Kriegs von 1497

Anfang des 13. Jahrhunderts gab es eine starke Zunahme von Schenkungen an das Kloster Marienberg. Wahrscheinlich wurde in dieser Zeit mit dem Bau der Klosterkirche begonnen. Hintergrund ist aber wohl auch, dass das Kloster Marienberg zu größerer Reputation aufstieg, weil sich die Gründung des Augustinerklosters Pedernach rheinabwärts von Boppard als Misserfolg erwiesen hatte. Das Testament von 1212 des Trierer Erzbischofs Johann nannte die „Sorores in Bobardia“ und bezeichnete damit den Charakter des Marienbergs als Nonnenkloster. Schon 1225 diente die Kapelle als Grablege für den Bopparder Adel. Im Jahr 1236 wurden Reliquien aus der Thebäischen Legion und der Gesellschaft der Heiligen Ursula von Köln in das Kloster gebracht und im Jahr 1241 wurde die Klosterkapelle nach der Heiligen Anna geweiht. Die Kapelle befand sich ursprünglich im Kreuzgang des Klosterkomplexes. Später wurde diese vergrößert und verlegt. Im Jahr 1275 wurden Ablässe für das Begräbnis auf dem Klosterfriedhof ausgeschrieben und erst 1299 wurde der Hochaltar Altäre der Jungfrau Maria geweiht.
Die Missstände in der Klosterzucht und im Klosterleben traten zur Zeit der Reformkonzile von Konstanz (1414–1418) und von Basel (1431–1449) auch im Kloster Marienberg sehr deutlich hervor.
Johannes Rode, der Abt St. Matthias, reformierte im Jahr 1437 Marienberg, das dem Trierer Kloster unterstellt war. Am Dreifaltigkeitssonntag wurden die neuen Statuten eingeführt. Die 1432 gewählte Meisterin von Marienberg Isengard von Greiffenclau (Schwester des Ritters Friedrich von Greiffenclau zu Vollrads) unterstützte die Reformbewegungen. Sie legte an diesem Tag feierlich Profess ab und führte die strenge Klausur ein. Außerdem wurden noch am selben Tag zahlreiche Aspirantinnen eingekleidet.
Das Kloster Marienberg war somit das erste deutsche Benediktinerinnenkloster, das die Statuten von Johannes Rode annahm, die die Grundlage der späteren Bursfelder Kongregation bildeten. Die strenge Beachtung dieser Statuten wirkte anziehend auf reformgesinnte Schwestern, so dass der Konvent aus über 100, zeitweise sogar aus 150 Schwestern bestand. Marienberger Nonnen wurden zur Reform anderer Klöster entsandt. In diesen amtierten sie vielfach als Äbtissinnen und Priorinnen. Das Zisterzienserinnenkloster Kumbd beispielsweise erbat Margaretha Rodel von Reifenberg als Äbtissin, fünf Chorfrauen und eine Laienschwester. An das Benediktinerinnenkloster Dierstein ging Elisabeth Beyer von Boppard als Äbtissin und auch an die Klöster Eisleben (in Sachsen), Lobenfeld, Schönau (bei Strüth), St. Walburg und Walsdorf (im Taunus) wurden Nonnen entsandt. Nach der Einführung der Bursfelder Reform wurde der Meisterin Isengard von Greiffenclau der Titel Äbtissin von Erzbischof von Trier verliehen, um sie für ihre Verdienste bei der Reform zu ehren. Auch ihre Nachfolgerinnen erhielten diesen Titel. In Urkunden des 15. und 16. Jahrhunderts werden die Titel Meisterin und Abtissin noch nebeneinander verwendet.
Im Jahr 1497 ließ der Kurfürst und Erzbischof Johann von Trier durch seinen Heerführer den Markgraf von Baden die Stadt Boppard belagern. Dieser besetzte Marienberg zunächst mit 700 Fußknechten und machte es wochenlang zu seinem Quartier, wo auch schließlich die Kapitulation der Stadt unterzeichnet wurde. Diese Belagerung wird auch als Bopparder Krieg bezeichnet.
Für den Familienverband Kämmerer von Worms / Dalberg stellte das Kloster im Spätmittelalter die zentrale Einrichtung dar, um ledige Töchter zu versorgen, die dort Nonnen wurden oder auch zu höheren Ämtern in der Klosterhierarchie aufstiegen:

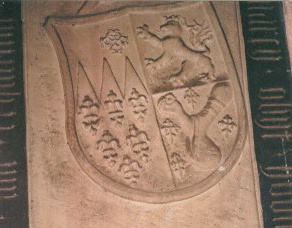
Grabplatte der Kunigunde Beyer von Boppard, verwitwete Kämmerer von Worms im Kreuzgang mit dem Allianzwappen der Beyer von Boppard (heraldisch: links oben) und der Kämmerer von Worms / Dalberg (heraldisch: rechts)

- Guda, * ca. 1400, Tochter von Friedrich V. Kämmerer von Worms, Priorin des Klosters.
- Margareta, ebenfalls eine Tochter von Friedrich V. Kämmerer von Worms und Schwester der Vorgenannten.
- Kunigunde Beyer von Boppard, † 21. März 1476, Witwe von Adam I. Kämmerer von Worms (1413–1463), wurde nach dem Tod ihres Mannes Nonne und Äbtissin des Klosters (1467–1476).
- Ursula, * um 1493[13], † nach dem 30. September 1521, Tochter von Johann XXII. Kämmerer von Worms zu Kropsburg,  Nonne.
- Barbara, genannt ab 1464, † 1535, Tochter von Philipp I. Kämmerer von Worms zu Herrnsheim. Sie wurde 1469 Priorin des Klosters.
- Anna, ebenfalls eine Tochter von Philipp I. Kämmerer von Worms zu Herrnsheim, wurde 1469 Nonne im Kloster.
- Guda von Dalberg, genannt seit 1464, † 1518, Tochter von Wolfgang III. Kämmerer von Worms, genannt von Dalberg, war zunächst Nonne im Kloster Marienberg, dann 1494–1506 Priorin des Klosters Maria Himmelskron[Anm. 1] in Horchheim (heute: Worms) und später Priorin des Klosters Marienberg.
- Gertrud, † 7. April 1520, ebenfalls eine Tochter von Wolfgang III. Kämmerer von Worms, genannt von Dalberg, Nonne.
- Margareta, † 1521, ebenfalls eine Tochter von Wolfgang III. Kämmerer von Worms, genannt von Dalberg, Nonne.
- (Maria) Apollonia von Dalberg (1487–1524), Tochter von Friedrich VI. von Dalberg, Äbtissin des Klosters (1518–1524).
- Maria, * um 1491[14], † 1523, ebenfalls eine Tochter von Friedrich VI. von Dalberg und Schwester der vorgenannten Apollonia, Nonne.
- Anna, * um 1488[15], † 1503, ebenfalls eine Tochter von Friedrich VI. von Dalberg und Schwester der vorgenannten Apollonia, Nonne.

### Im 16. und 17. Jahrhundert
Im 16. Jahrhundert überstand das Kloster Marienberg aufgrund der soliden landwirtschaftlichen Ausstattung die schwierigen wirtschaftlichen Verhältnisse zu dieser Zeit relativ gut – im Gegensatz zu anderen Einrichtungen wie dem Bopparder Stift. 1632 und 1646 entstanden Schäden am Kloster durch den Dreißigjährigen Krieg (1618–1648), welche durch schwedische und weimarische Truppen verursacht wurden. Die Stadt Boppard hatte hohe Summen als Kontributionen aufzubringen. Es machte sich in dieser Zeit religiöse Gleichgültigkeit bemerkbar, die unter anderem dazu führte, dass der Marienberger Konvent nach 1630 auf weniger als 40 Schwestern zurückging. Von 1662 bis 1665 wurde die Klosterkirche wiederhergestellt und der Chor mit neuen Gewölben und Glasmalereien ausgestattet. 1692 wurde das Kirchweihfest wegen der Bauarbeiten verlegt.

### Neubau des Klosters

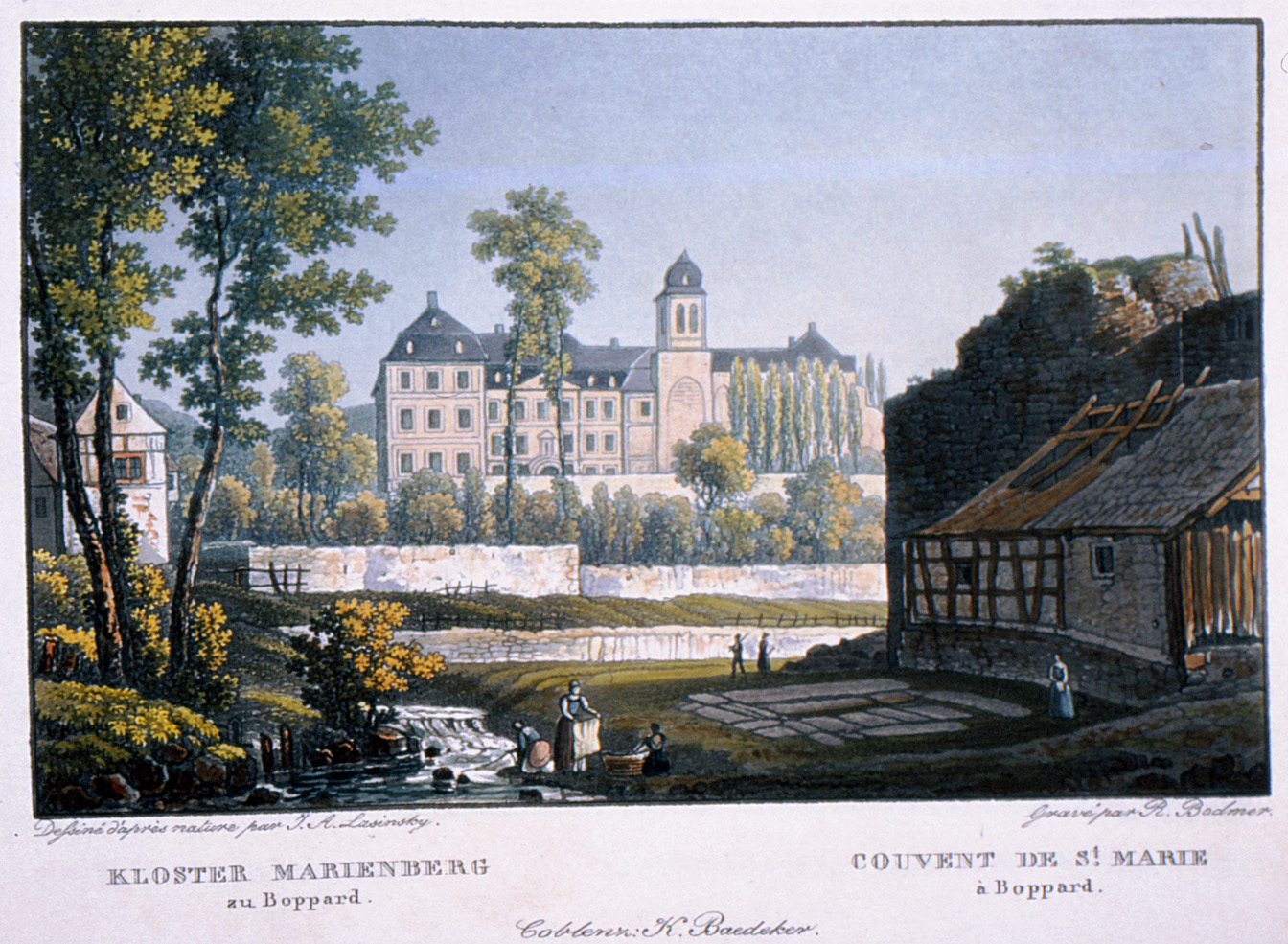
Das Kloster um 1830

Unter der 1688 erwählten Äbtissin Agens von der Leyen und ihrer im Jahr 1731 nachfolgenden Äbtissin Elisabeth von Walbott-Bassenheim fanden Arbeiten im Inneren und am Äußeren des Klosters statt. So wurden 1695 Verschönerungsarbeiten im Inneren der Klosterkirche durchgeführt und 1710 weitere Baumaßnahmen an der Klosterkirche durchgeführt. Im Jahr 1725 wurde die Klosterpforte erneuert und das Dormitorium wiederhergestellt. Ein Jahr später 1726 wurden Zinnleuchter für die Kirche angefertigt. Der Klostergarten und ein Brunnen wurden 1733 neu angelegt und 1736 wurden Kreuzgangarkaden geschlossen. Zudem wurde ebenfalls 1736 ein steinerner Fußboden und eine Decke mit Holzkehle und Figuren angelegt, der Kapitelsaal umgebaut und eine neue Treppe erbaut.

Das Kloster Marienberg zwischen 1834 und 1865

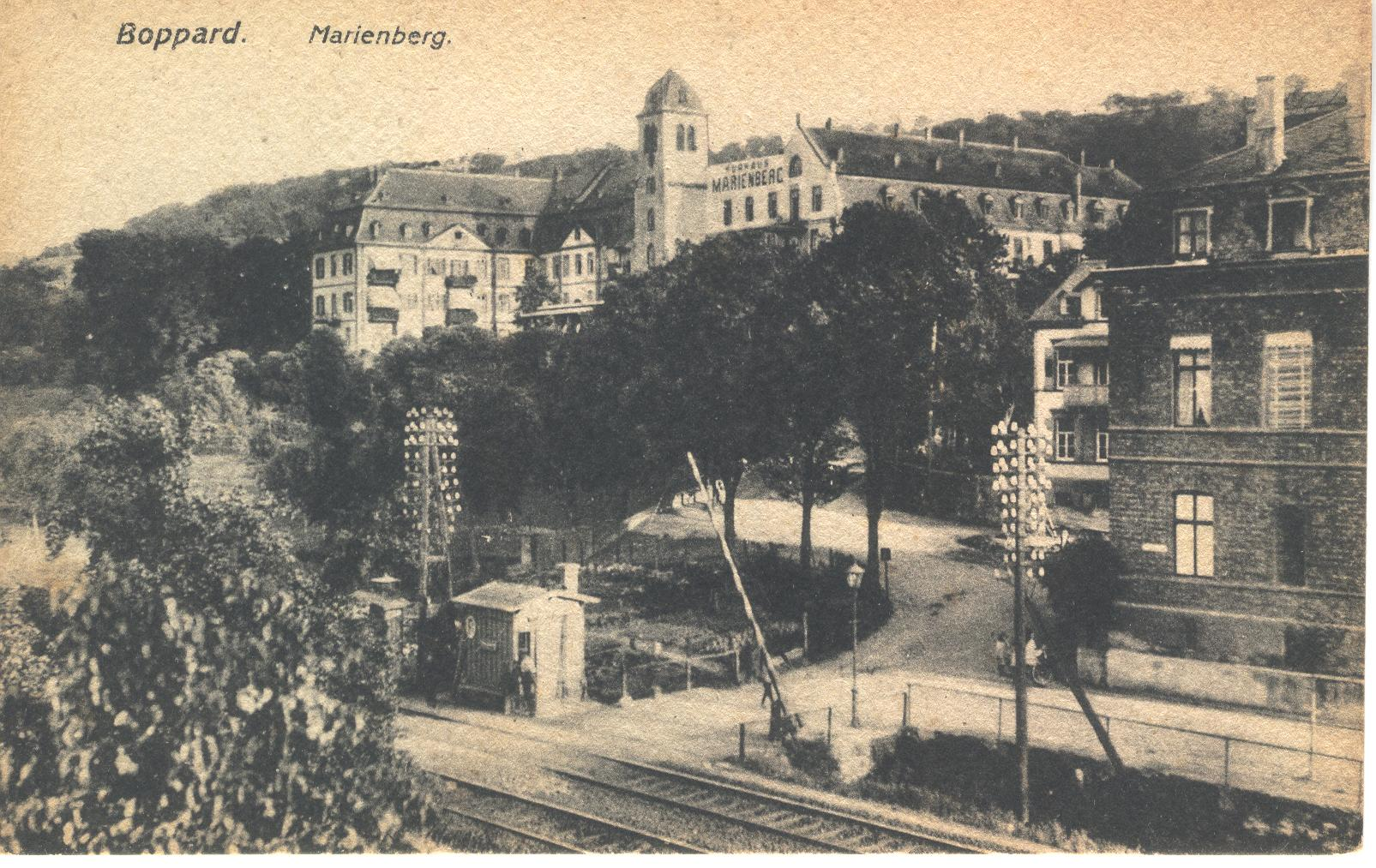
Kloster Marienberg um 1890

In der Nacht zum 10. März 1738 wurden bei einem Brand die Klostergebäude bis auf Teile des Kreuzganges, aus dem vermutlich die Wappenfenster von 1720/1721 stammen, zerstört. Weniger schwer waren die Zerstörungen an der Kirche. Sie verlor das Dach sowie den Turmaufsatz mit Uhr und Glocken. Die Nonnen wurden nach dem Brand im Haus Zum Rebstock, das sich am Marktplatz befand und dem Kloster gehörte, oder bei ihren Familien untergebracht. Am 23. April wurde der Grundstein für den Neubau des Klosters gelegt. Die Leitung des Baus hatte Thomas Neurohr, der später auch das Bopparder Rathaus errichtete. Das Kloster wurde von Grund auf im Barockstil neu aufgebaut. Am 4. Oktober desselben Jahres konnten die Nonnen ins Kloster zurückkehren. Sie lebten jedoch dort anfangs in notdürftig hergerichteten Zellen. Am 25. Januar 1739 hatte die Klosterkirche fünf neue Glocken, die von Johann Jacob Speck aus Kirrweiler hergestellt wurden, und im selben Jahr wurde auch der Rohbau des Klosters vollendet, sodass 1740 die Bauarbeiten am Südtrakt begannen. Diese wurden genauso wie die an der Kellerei 1742 vollendet. Um den Neubau des Klosters zu finanzieren, musste die Äbtissin, die noch 4000 Thaler Schulden von ihrer Vorgängerin übernommen hatte, weitere Schulden von 12.000 Thalern aufnehmen, obwohl sie viele der Kostbarkeiten des Klosters verkauft hatte. Im Jahr 1744 wurde die Äbtissinnenwohnung vollendet, jedoch verstarb die Äbtissin Elisabeth von Walbott-Bassenheim am 9. Dezember, noch bevor sie dieselbe beziehen konnte.
Auch nach dem Tod von Elisabeth von Walbott-Bassenheim ging der Aufbau des Klosters weiter, so wurde 1752 das Kirchengewölbe verankert und die Kirche ausgeweißt, im Jahr 1753 wurden die Arbeiten am „oberen Bau“ abgeschlossen und 1756 reparierten die Gebrüder Stumm die Orgel. Der sogenannte Wintersaal wurde 1759 zwei Zimmern errichtet und die Mauer zur Hofstatt wurde 1763 erneuert. In den Jahren 1768 bis 1769 wurde das Viehhaus – ein Fachwerkbau – abgebrochen und ebenfalls durch Thomas Neurohr neu aufgebaut.

### Auflösung des Klosters und Errichtung einer Kaltwasseranstalt

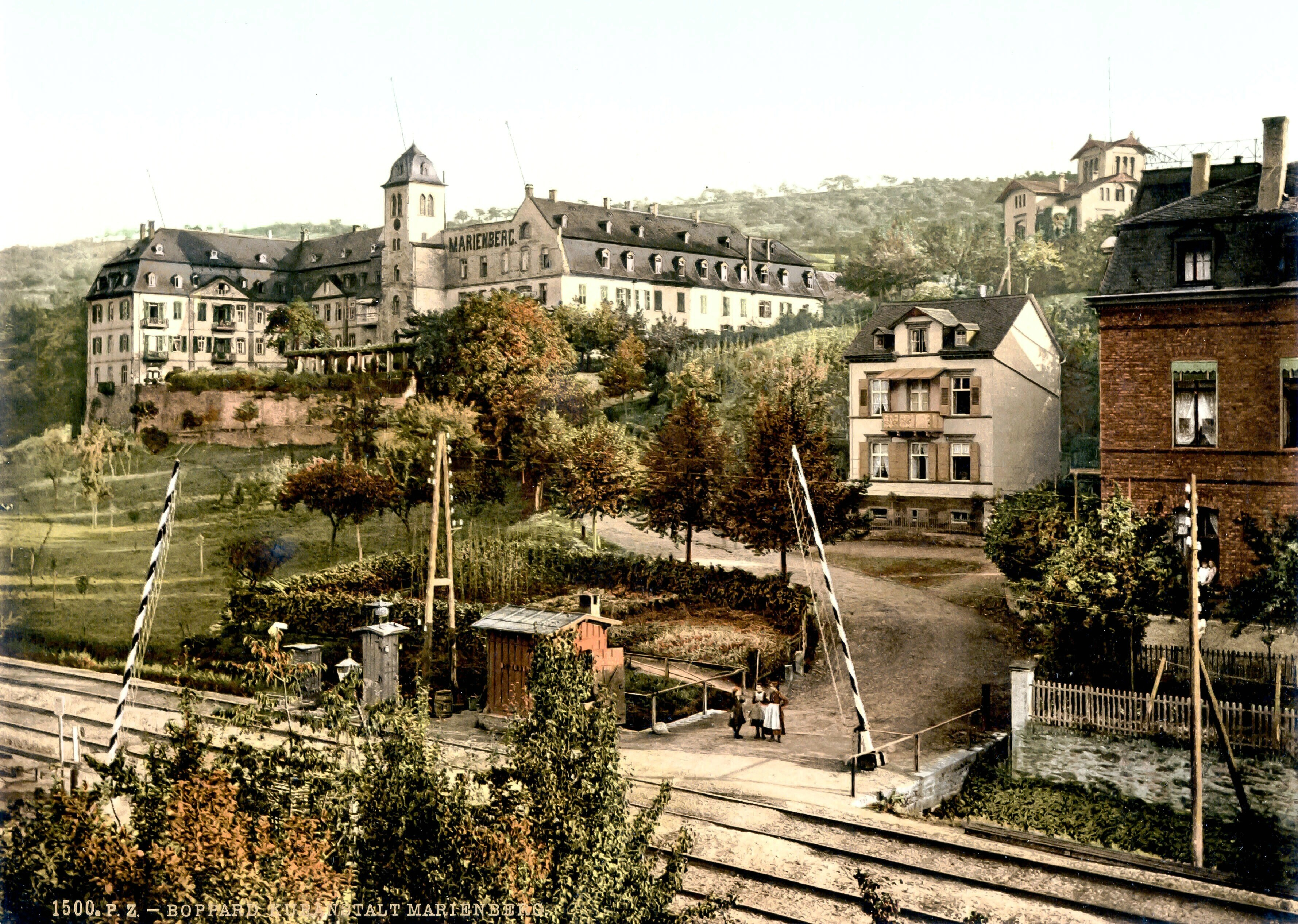
Das Kloster Marienberg zwischen 1890 und 1900; zu dieser Zeit war es eine Kaltwasserkuranstalt.

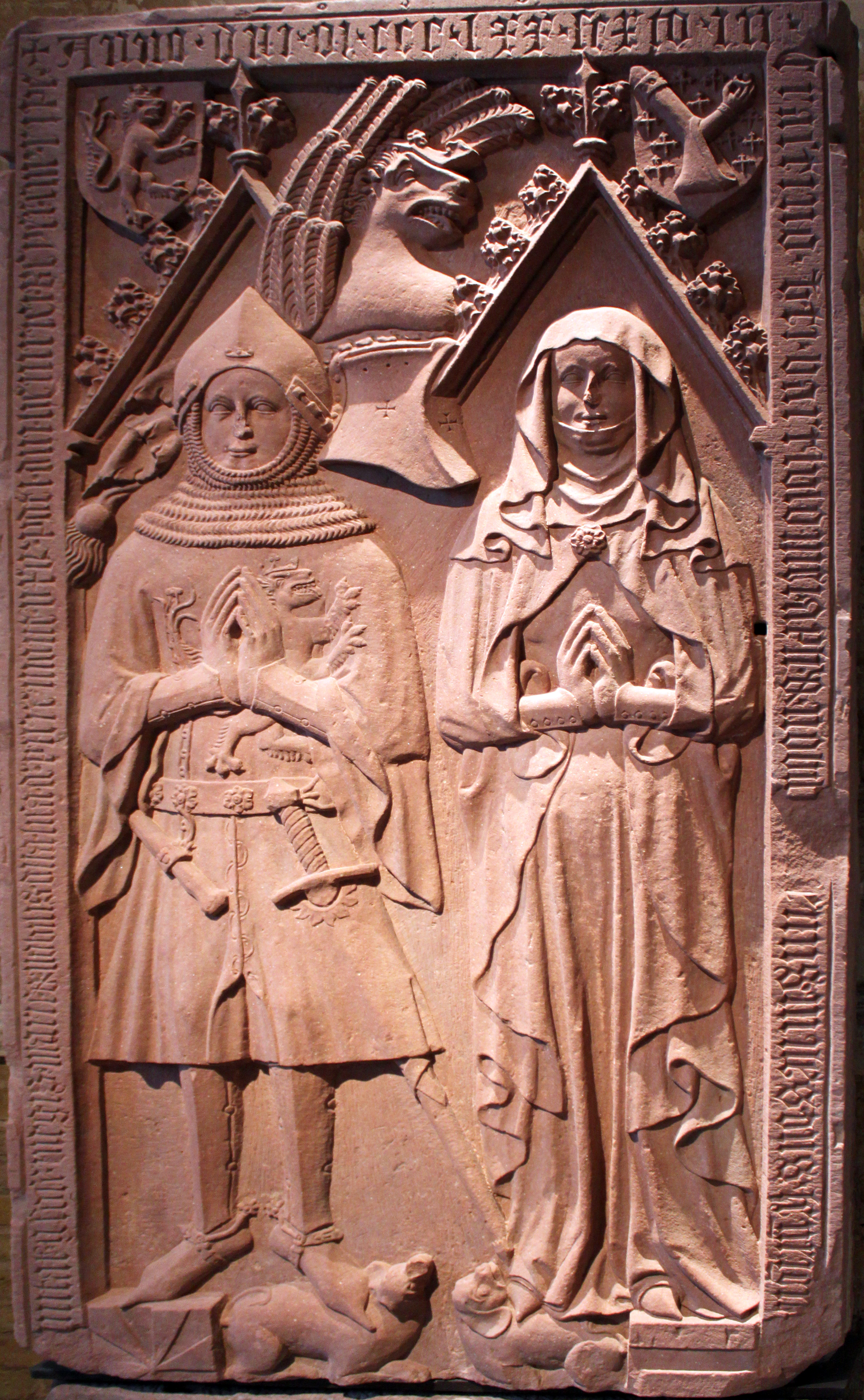
Grabplatte von Heinrich VI. Beyer v. Boppard († 1376) und Lisa v. Lösnich († 1399), oberer Teil

Im Jahr 1794 wurde das Kloster von der französischen Armee besetzt und die damalige Abtissin Freifrau Auguste von Mauderode floh mit dem gesamten Konvent auf ein Landgut des Freiherrn von Fries in der Nähe von Frankfurt. Das Kloster diente jetzt als Unterkunft für Generäle und Offiziere, später als Kaserne. Während der Säkularisation hob die französische Regierung vertreten durch den Bopparder Bürgermeister Joseph Foelix am 25. Juli 1802 das Kloster Marienberg und in den folgenden zehn Tagen die übrigen Bopparder Klöster rechtlich auf.
Das Kloster Marienberg einschließlich des Parks wurde nach der Auflösung noch im Jahr 1802 im Rahmen einer öffentlichen Versteigerung in Koblenz für 14.000 Franken an Theodor Doll verkauft. Dieser verkaufte die Orgel der Klosterkirche, die dann in der Karmeliterkirche von Boppard aufgestellt wurde, ließ die Kirche von Marienberg abreißen und im ehemaligen Klostergebäude eine Baumwollspinnerei einrichteten. Die Geschäfte mit der Spinnerei verliefen aber weniger gut, so dass sie 1822 wieder aufgegeben wurde. Die Töchter von Theodor Doll gründen 1825 im ehemaligen Kloster eine christliche Erziehungsanstalt – ein Mädchenpensionat. Aufgrund des wirtschaftlichen Misserfolges (die Schule konnte in der Spitze nur 40 Schülerinnen verzeichnen) wurde diese nach knapp zehnjährigem Bestehen und dem Tod der Töchter wieder aufgelöst. Der ehemals dort tätige Schriftsteller und Publizist Christian Brentano wurde nun für kurze Zeit Eigentümer der ehemaligen Klosteranlage.
Der Arzt Joseph A. Schmitz (1802–1847), ein Schüler von Vincenz Prießnitz, erwarb 1838 Marienberg, das sich inzwischen in einem sehr schlechten Zustand befand, für 18.000 Taler. Schmitz ließ das zum Teil unbewohnbare Gebäude hauptsächlich im Inneren umfassend renovieren und zu einer Kaltwasserkuranstalt umbauen, aufgrund der erheblichen Investitionen stieg der Gesamtwert der Klosteranlage innerhalb von 10 Jahren auf rund 100.000 Taler an. Außerdem ließ er den Orgelborn, einen kleinen Bergbach im Marienberger Park, neu fassen und in gusseiserne Rohre leiten, wodurch er sich einen Prozess mit der Stadt zuzog. Auch der restliche Teil des Parks wurde erneuert. Trotz des Erfolgs der Wasserheilanstalt verließ Schmitz 1845 die Anstalt und zog mit seiner Familie nach Heidelberg. Anhaltender Ärger mit der Verwaltung der Stadt und seinen Verwaltern hatte ihn zu dieser Maßnahme bewogen. Die ärztliche Leitung übergab er für fünf Jahre dem Arzt  Eduard Hallmann (1813–1855) und die Verwaltung beziehungsweise Überwachung der Renovierungsarbeiten übertrug er Herrn J. J. Delafourgue. Danach übernahm am 1. Mai 1851 Herr Kampmann, der Ehemann der Tochter des mittlerweile verstorbenen Herrn Schmitz, die Direktion und Ludwig Diemer (gest. 1876) übernahm die ärztliche Leitung. Diemer verließ 1854 die Heilanstalt und ging nach Aachen als Bade- und Brunnenarzt. Zu dieser Zeit hatte Marienberg 150 Zimmer und darunter vier Säle. Im Jahr 1860 wurde der private Betrieb aufgrund einer letztlich tödlichen Erkrankung von Herrn Kampmann in eine Aktiengesellschaft, die „Kurhaus AG“ umgewandelt, um so den Betrieb fortführen zu können, die Leitung übernahm nun Herr Kneip (vormals Bürgermeister in Mayen). Bis 1860 übertrug man die ärztliche Leitung zunächst dem Mitgesellschafter Sack, indem Rudolf Krimer/Kriemer (geb. 1826) die Stellung als dirigierender Arzt bis 1864 übernahm. Nach verschiedenen weiteren Ärzten (Ortwin Naegele, Johann Justus Steinhausen, Rudolf Burkart) übernahm im Jahr 1883 Carl Eugen Hoestermann (1847–1928), späterer Geheimer Sanitätsrat, die ärztliche Leitung und führte die von einer Kaltwasserkuranstalt inzwischen zu einer modernen Wasserheilanstalt umgewandelte Anstalt mit viel Erfolg in das nächste Jahrhundert.
Im Frühjahr 1914 wurden aus Stein gehauene Grabdenkmäler aus dem 14. Jahrhundert aus dem ehemaligen Kloster ausgebrochen und an das Kaiser-Friedrich-Museum in Berlin verkauft. Es handelte sich um die Grabdenkmäler von Heinrich Beyer † 1355, Henericus Beyer † 1376, Lisa von Pirmont † 1393, Conradus Beyer † 1421 und Merga von Parroye † 1375. Das Museum hat dafür 12.000 Mark bezahlt.

### 20. Jahrhundert
Von 1914 bis 1917 diente das Anwesen von Kloster Marienberg als Lazarett. 1918 erwarb der Ursulinenorden das Kloster Marienberg und betrieb dort eine Internatsschule. Von 1940 bis 1945 diente das von der Regierung beschlagnahmte und von den Ursulinen geräumte Gelände als Reichsfinanzschule. In dieser Zeit wurde der barocke Schalenbrunnen vor dem Hauptgebäude abgerissen, Reste davon sind im südlichen Hof erhalten. 1945 erlitten die Gebäude Kriegszerstörungen durch Bombentreffer, insbesondere am Westflügel.
Im Jahr 1946 wurde das Gebäude den Ursulinen zurückgegeben, die noch im selben Jahr zurückkehrten und zum 1. Oktober 1946 den Betrieb der höheren Mädchenschule, die zur mittleren Reife führte, wieder aufnahmen. An die Schule war ein Internat angeschlossen. Nachdem 1969 ein Neubau der Schule auf dem Gelände des Klosters errichtet worden war, konnten ab 1971 auch Jungen zum Besuch der Schule zugelassen werden. Im Schuljahr 1980/81, in dem die höchste Schülerzahl erreicht wurde, gaben die Ursulinen bekannt, die Trägerschaft der Realschule aufzugeben. Maßgebliche Gründe für diesen Entschluss waren die Überalterung der Schwestern und die drohenden Renovierungsarbeiten im Kloster, die zu einer erheblichen finanziellen Belastung geführt hätten. Das Internat wurde daraufhin geschlossen und die Schule ab August 1981 durch das Bistum Trier in dem nun zusätzlich erweiterten Neubau östlich des Klosters weitergeführt. Das Klostergebäude und der Park wurden im selben Jahr von den Ursulinen verkauft.
1981 bis 1984 wurde das Anwesen von der Maharishi-Organisation „Maharishi European Research University“ für eine mönchisch lebende Männergruppe als Akademie genutzt. Am 12. Juli 1982 wurde das Kloster mit seiner Parkanlage als herausragendes Kulturdenkmal von hohem Rang unter Denkmalschutz gestellt. Im Zeitraum von 1984 bis 1996 wechselten Eigentümer und Besitzer der Anlage häufig; das Gebäude stand leer. 1995 wurde der Freundeskreis Marienberg Boppard e. V. mit dem Ziel gegründet, das Anwesen vor dem Verfall zu bewahren und es einer neuen Nutzung zuzuführen. 1996 ersteigerte eine Privatperson das Anwesen, wobei das Gebot deutlich unter dem festgelegten Verkehrswert blieb.

### 21. Jahrhundert

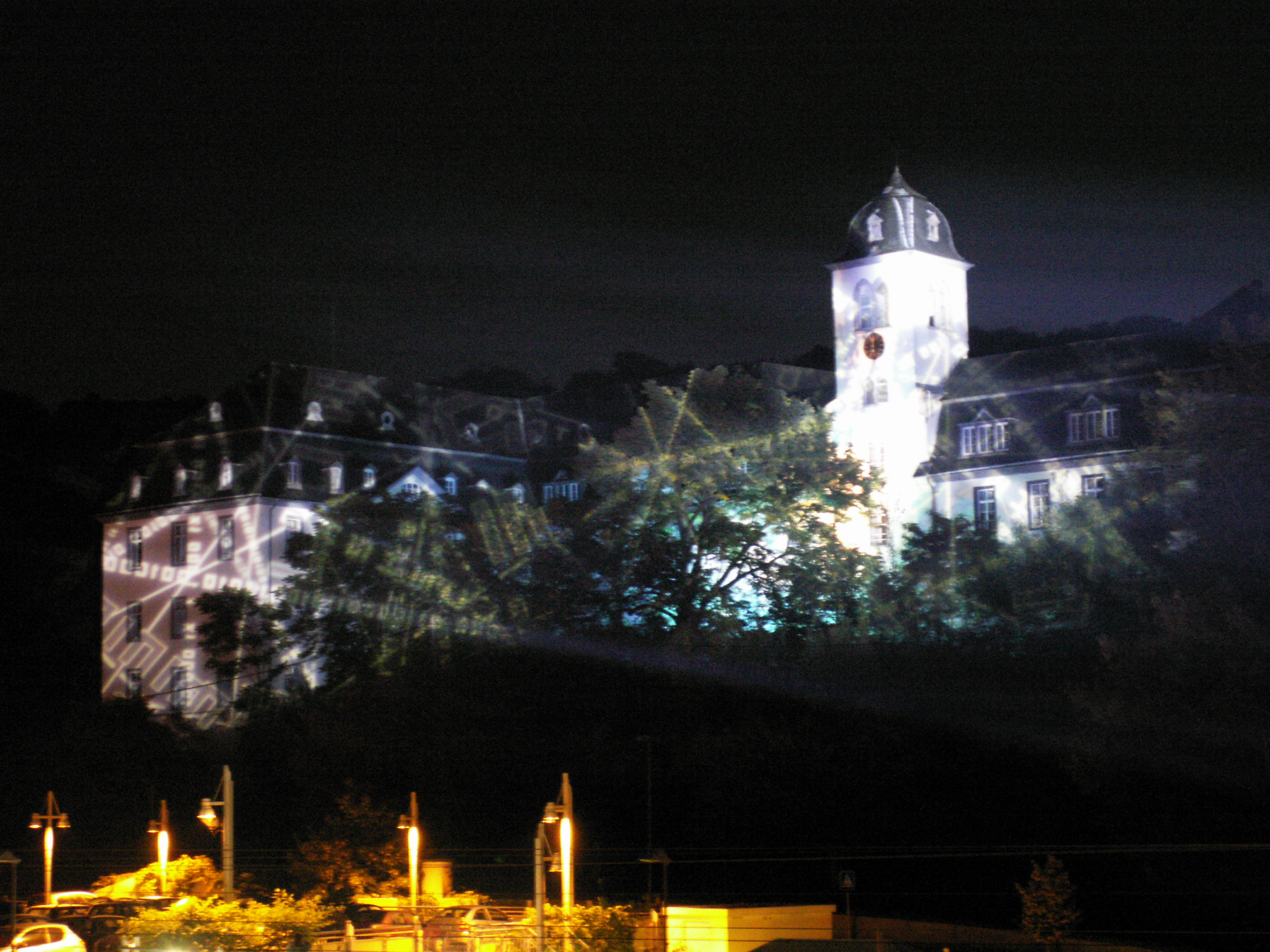
LichtHIMMEL-Installation über Kloster Marienberg

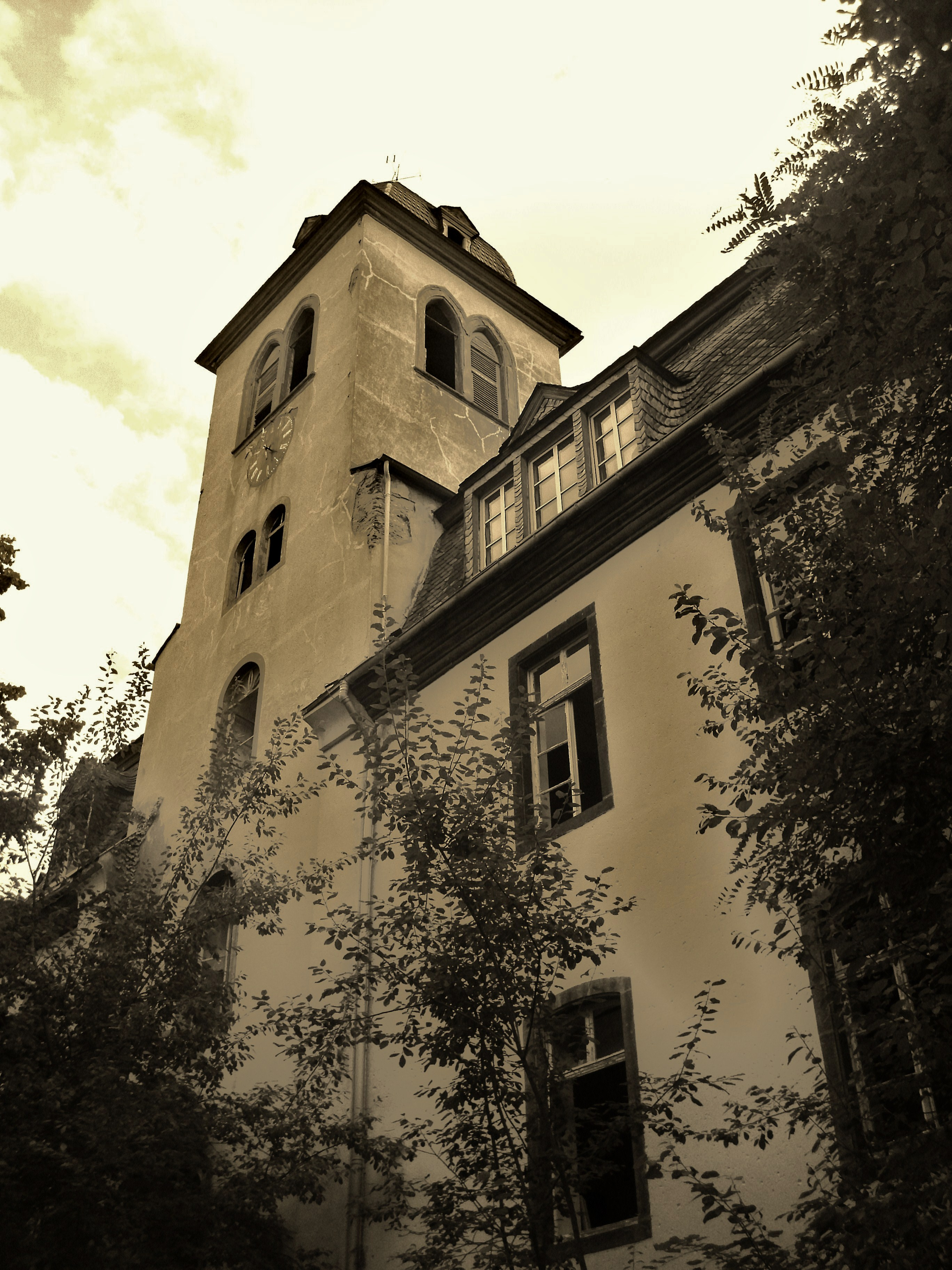
Kloster Marienberg 2014

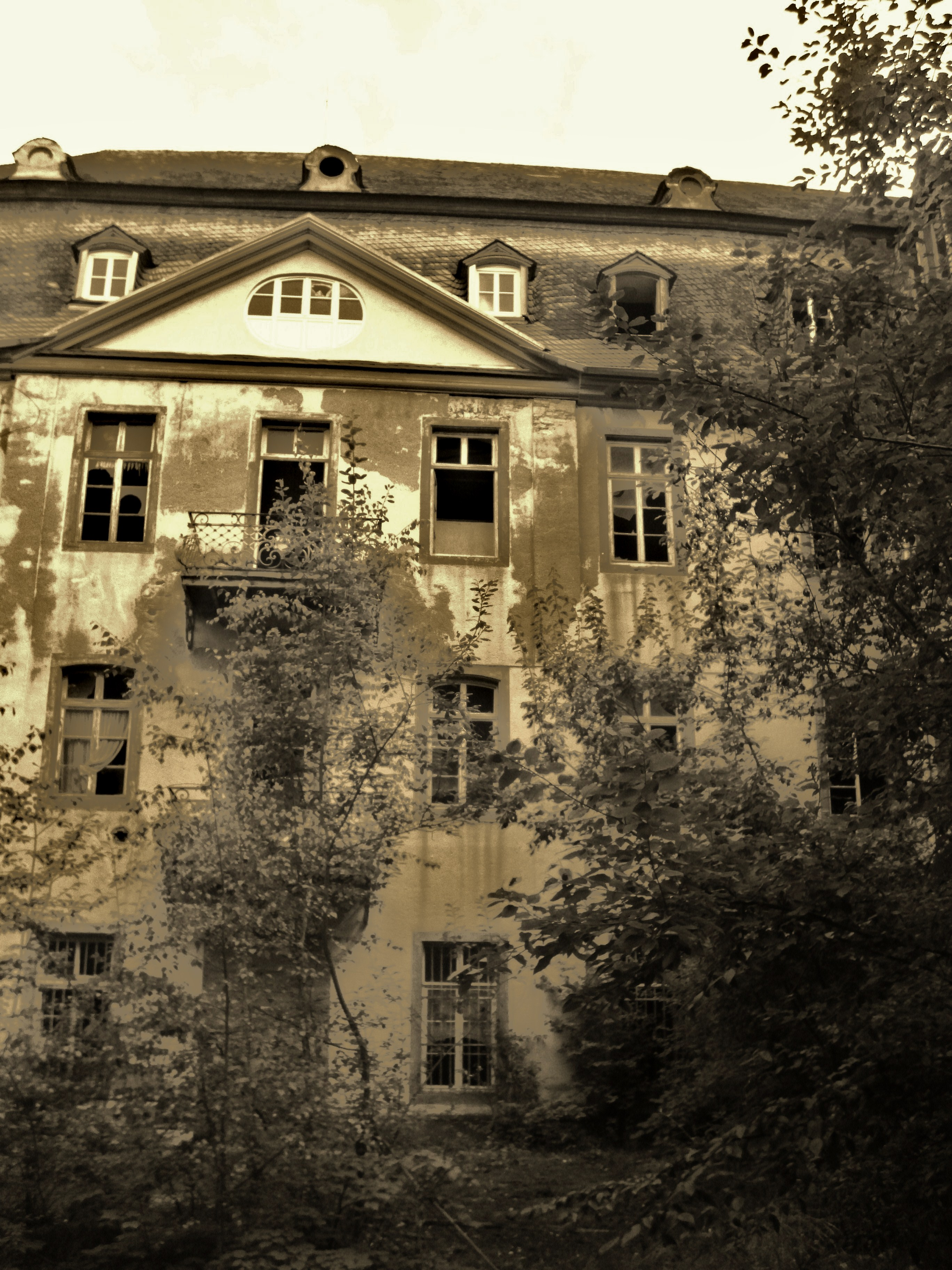
Kloster Marienberg 2014

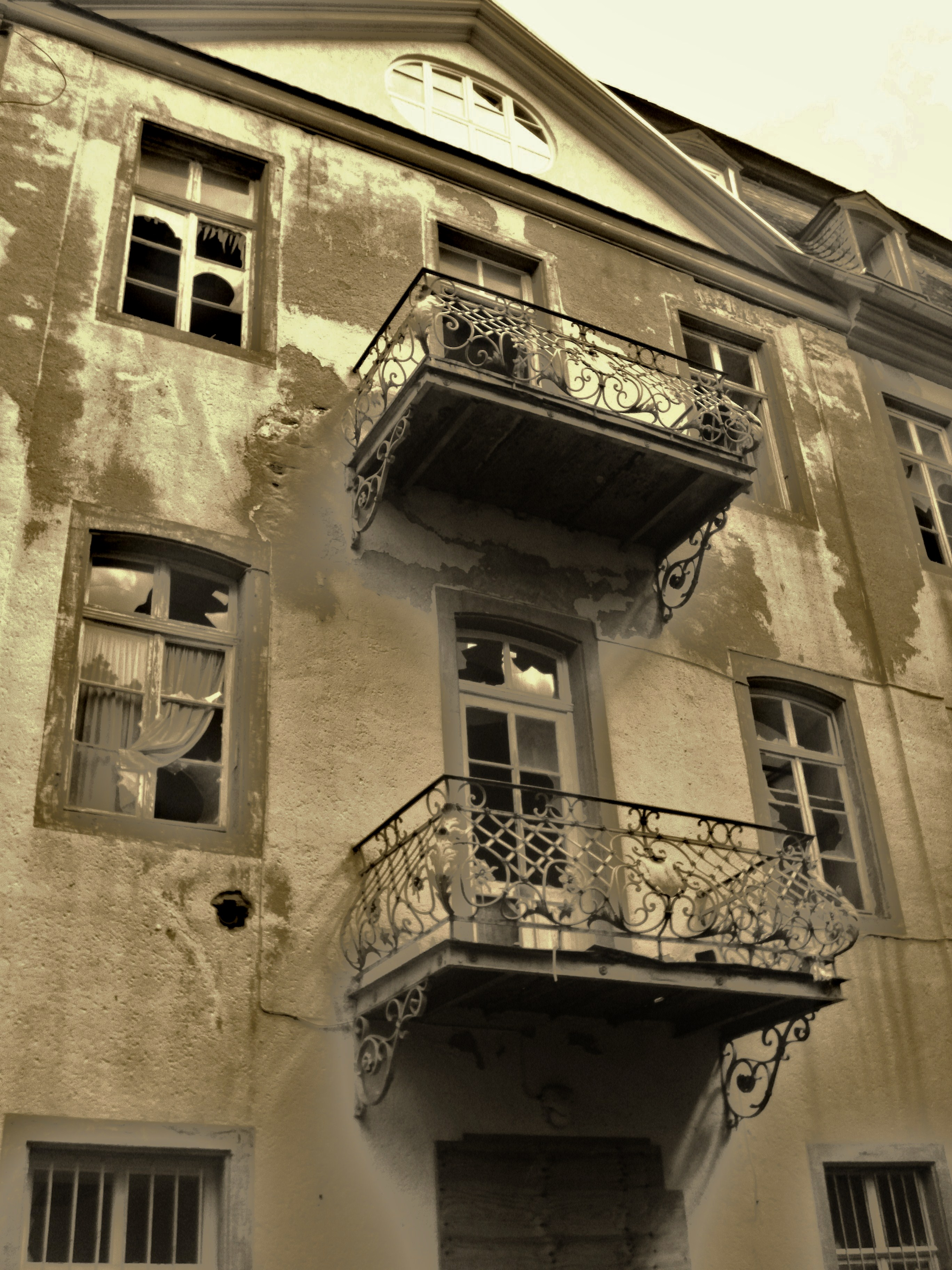
Kloster Marienberg 2014

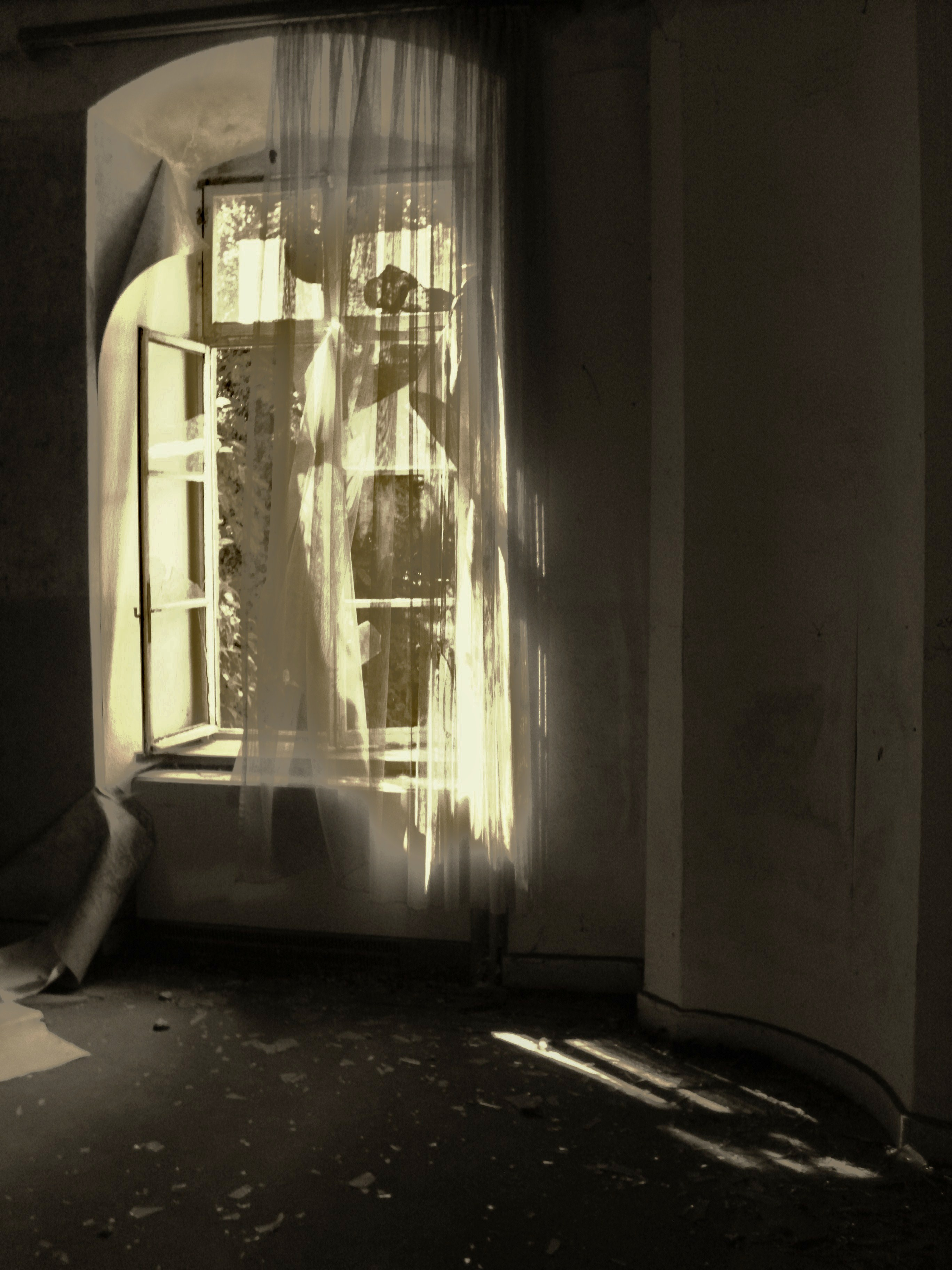
Kloster Marienberg 2014

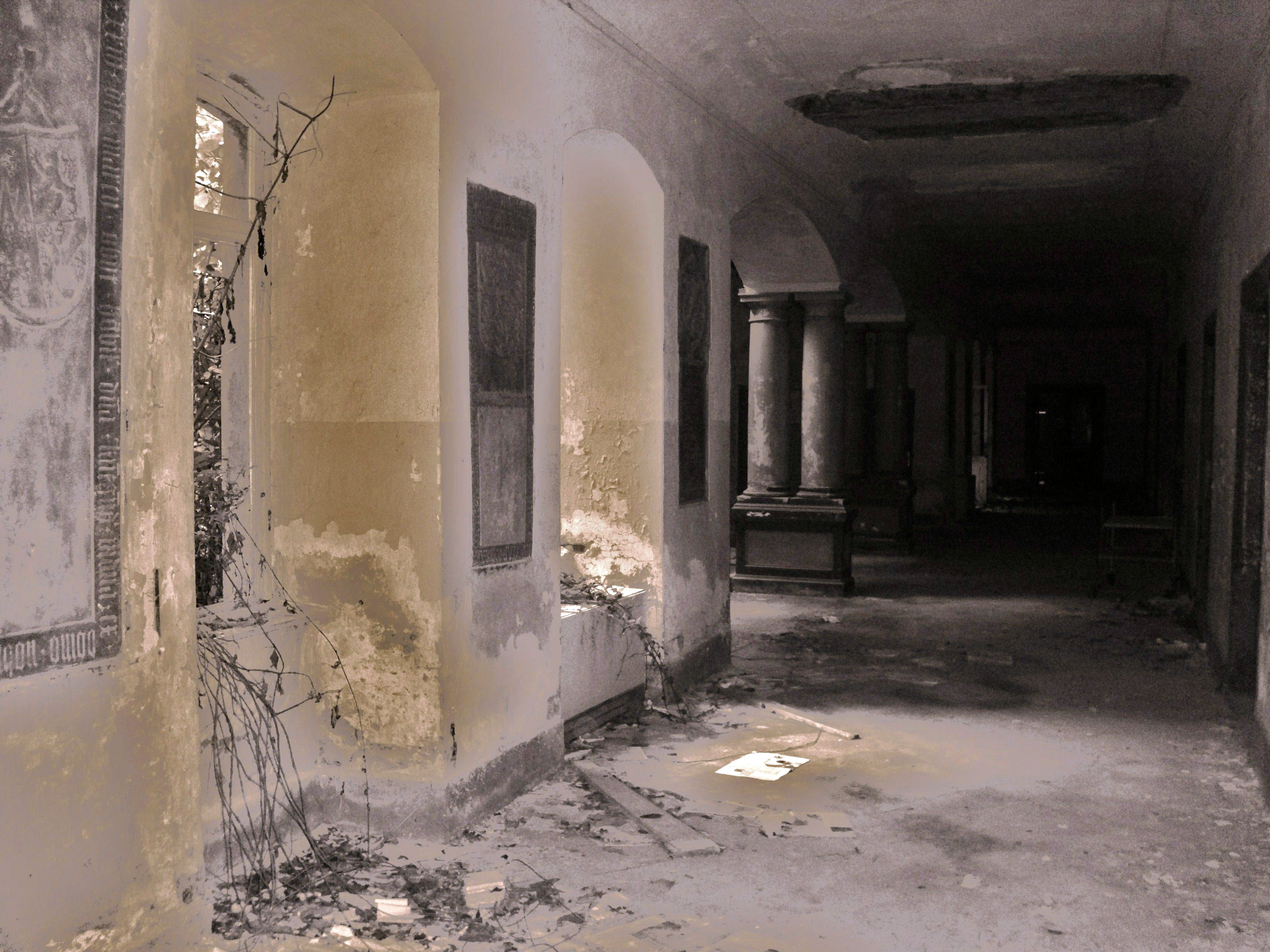
Kloster Marienberg 2014

In den Jahren 2002 bis 2006 ließ der Rhein-Hunsrück-Kreis nach Erlass entsprechender denkmalschutzrechtlicher Verfügungen zur Substanzerhaltung Maßnahmen am Obergeschoss der Klosteranlage durchführen. Hierfür forderte er vom Eigentümer 82.431,79 €. Dieser Betrag wurde nach Abschluss eines Vergleichs auf 65.000 € reduziert. Im Jahr 2004 erklärte die Stadt Boppard das Gebiet des Klosterkomplexes zum Sanierungsgebiet. Nach umfassenden Pflege- und Erhaltungsmaßnahmen wurde zum 1. Januar 2007 der 3,3 Hektar große Klostergarten im Rahmen eines Nutzungsvertrags der Öffentlichkeit zugänglich gemacht.
Am 16. Mai 2007 stellte der Eigentümer einen Antrag auf Erteilung einer denkmalrechtlichen Genehmigung zum Abriss des Klosters Marienberg. Der Landkreis lehnte dies ab. Nach erfolglosem Widerspruchsverfahren erhob der Eigentümer Klage. Diese wurde in erster Instanz vom Verwaltungsgericht Koblenz im Urteil vom 9. Oktober 2008 abgelehnt. Der Eigentümer, so die Richter, habe keinen Anspruch auf Erteilung der notwendigen Genehmigung für den Abriss des Klosters Marienberg. Dieser Anspruch bestehe nur dann, wenn der Erhalt eines Denkmals für einen Eigentümer wirtschaftlich unzumutbar sei, was dieser darzulegen habe. Dem sei der Eigentümer nicht ausreichend nachgekommen. Er habe nicht nachvollziehbar vorgebracht, dass er sich ernsthaft um einen Käufer bemüht habe und ein dem Denkmalschutz aufgeschlossener Eigentümer von dem Grundstück keinen vernünftigen Gebrauch machen könne. Zudem habe der Eigentümer sich lediglich pauschal auf den maroden Zustand des Klosters, fehlende Mieteinnahmen und einen hohen Sanierungsaufwand bezogen, ohne hierzu nähere Angaben zu machen. Überdies ergebe auch eine Abwägung der gegenseitigen Interessen, dass die Ablehnung der beantragten Abrissgenehmigung zumutbar sei. Er habe das Anwesen 1996 in Kenntnis des maroden Zustandes und der umfangreichen Sanierungsbedürftigkeit zu einem Preis erworben, der erheblich unterhalb des Verkehrswertes gelegen habe. Deshalb habe der Eigentümer das Risiko, die betreffenden Grundstücksparzellen nicht wirtschaftlich rentabel nutzen zu können, bewusst in Kauf genommen. Wer jedoch eine solche Gefahr sehenden Auges eingehe, könne grundsätzlich nicht ohne Weiteres den Abriss eines Denkmals verlangen, wenn gewichtige öffentliche Belange überwiegen würden. So verhalte es sich hier, da es sich bei dem Kulturdenkmal Kloster Marienberg um eine Anlage mit einer hohen kulturhistorischen Bedeutung handele. Der Gebäudekomplex zähle zu den größten erhaltenen barocken Klosteranlagen Deutschlands, so dass ein gesteigertes Allgemeinwohlinteresse am Erhalt dieses einzigartigen Baubestandes bestehe. Auch die zweite Instanz, das Oberverwaltungsgericht Koblenz, urteilte im Dezember 2009 nicht im Sinne des Klägers. Die Begründung war eine ähnliche wie in der Vorinstanz.
Zwischen 2007 und 2009 musste die Kreisverwaltung am Dach des ehemaligen Klosters Sicherungsmaßnahmen durchführen. Diese kosteten zirka 45.000 € und wurden zum Teil von der Landesdenkmalpflege getragen. Vom 2. bis 4. Oktober 2009 setzte der Lichtkünstler Ingo Bracke mit einer Lichtinstallation lichtHIMMEL, das Kloster nochmals in den Fokus der Aufmerksamkeit. Im Folgejahr wandte sich der Eigentümer an das Bundesverwaltungsgericht, um das Recht auf Revision gegen das Urteil des Oberverwaltungsgerichtes durchzusetzen. Die Richter wiesen im Jahr 2011 diese Beschwerde aus formalen Gründen zurück.
Ende April 2011 erwarb die Stadt Boppard den Marienberger Park, der schon seit 2007 für die Öffentlichkeit zugänglich war. Im Jahr 2012 wurden Sicherungsmaßnahmen eingeleitet, um das einsturzgefährdete Torhaus im Äbtissinnenflügel zu retten. Zirka 200.000 € kostete diese Maßnahme, die mit 100.000 € aus dem Denkmalschutz-Sonderprogramm des Bunds gefördert wird. Die restlichen Kosten übernahm das Land.
Am 16. Juni 2012 ließ der damalige Eigentümer das Kloster bei einer Grundstücksauktion versteigern. Das Mindestgebot betrug 10.000 €, jedoch lag der Investitionsbedarf bei über 20 Millionen Euro. Trotzdem gab es mehrere Interessenten und ein Investor aus Bonn erwarb es für 72.000 €. Wenige Monate später wurde bekannt, dass die Stadt Boppard, nach eigenen Angaben unwissentlich, beim Kauf des Marienberger Parks 2011 Eigentümer eines bewohnten, nicht im Katasterplan eingetragenen Nebengebäudes des Klosters geworden war.
Am 23. März 2013 stellte im Auftrag des Eigentümers der Architekt Jürgen von Kietzell, der auch die Pläne für die Modernisierung des denkmalgeschützten Karmeliterklosters im Bonner Stadtteil Pützchen entwarf, dem Bopparder Bauausschuss das Konzept zur Sanierung und zukünftigen Nutzung des Klosters vor. Nach der Sanierung sollten darin 65 Wohnungen entstehen. Außerdem wurden weitere 14 Wohnungen im Klosterpark angrenzend an das Kloster beziehungsweise an dessen ehemaliges Ökonomiegebäude geplant. Das Ökonomiegebäude sollte in ein Museum für zeitgenössische Kunst umgewandelt werden und unter dem Areal zwischen Klostergebäude und Ökonomiegebäude eine Tiefgarage eingerichtet werden.
Anfang 2018 wurde bekannt, dass die Klosteranlage erneut weiterveräußert wurde. Der Architekt Ohnewein aus Österreich begann auf Basis der seit 2013 vorliegenden Baugenehmigung die Sanierung und Erstellung von Eigentumswohnungen voranzutreiben. Seit Ende 2018 werden Sicherungsmaßnahmen und Voruntersuchungen durchgeführt. (Stand Juli 2018)

## Beschreibung des Gebäudekomplexes

### Baugefüge
Der barocke Klosterkomplex besteht aus vier Gebäudeflügeln, die einen quadratischen Hof umschließen. An der Nordseite ist als einziger Rest der Klosterkirche der ehemals neben dem Chor stehende Turm erhalten. Östlich von ihm springt die Front zurück und das Gebäude setzt sich im siebenachsigen und dreigeschossigen Äbtissinnentrakt fort. An diesen schließt sich nach Norden rechtwinklig der Prioratsbau an.
Bedingt durch die Hanglage hat der Ostflügel lediglich zwei Stockwerke bei gleicher Höhe wie der Äbtissinnentrakt und der Prioratsbau. Der Westflügel hat hingegen drei Stockwerke auf einem hohen Sockel, in dem sich ein fensterloses Kellergeschoss befindet.

### Inneres
Vom Mittelportal des Äbtissinnentraktes aus führt eine dreiläufige, steinerne Treppe mit steinernem Dockengeländer um einen ursprünglich vermutlich offenen Kern in die Eingangshalle im ersten Obergeschoss.
Eine zweite Treppe befindet sich im Prioratsbau und führt vom Erdgeschoss bis ins zweite Obergeschoss. Diese zweiläufige Treppenanlage mit Scheidewand besitzt aufsteigende Kreuzgratgewölbe. An der Mündung einer Treppe in einen Flur befinden sich Gurtbögen auf Pilastern. Eine dritte Treppe befindet sich in der Südostecke des Kreuzganges. Sie verbindet die beiden Obergeschosse miteinander und ist ebenfalls mit Kreuzgratgewölben ausgestattet. Am oberen Ausgang der Treppe befindet sich ein schmiedeeisernes Gitter in einem Bogenfeld. Der Korridor im Obergeschoss hat eine einfache Stuckdecke.
Um den Innenhof herum führt der Kreuzgang, der genauso wie der Innenhof ein leicht verzogenes Quadrat bildet. Im Ostflügel befindet sich ein in den Hof hervorspringender zweigeschossiger Risalit. In diesem befindet sich eine rundbogige Pforte mit toskanischen Pilastern. Im südöstlichen Teil des Kreuzgangs befinden sich drei kreuzgratgewölbte Joche, die zum zuvor angesprochenen Treppenhaus führen. Im Westflügel befindet sich eine Arkadenstellung aus drei Segmentbögen auf toskanischen Doppelsäulen. Auf dem Boden wurden Platten aus rotem und grauem Stein diagonal verlegt. In allen Flügeln befinden sich schlichte Spiegelgewölbe.
In der Südostecke des Klostergebäudes befand sich eine Küche mit vierteiligem Kreuzgewölbe auf einer Mittelstütze in Gestalt einer umgedrehten mittelalterlichen Säule, also oben die attische Basis und unten das Kelchkapitell. In der Westwand der ehemaligen Küche befindet sich ein vermauerter Segmentbogen auf Säulen mit spätgotischer Basis. Dies ist einer der wenigen Überreste des mittelalterlichen Klosters.
Im zweiten Obergeschosse in nordöstlichen Teil des Gebäudes lag der Kapitelsaal. Er wurde nachträglich erweitert und zu einer Kapelle umgebaut. Bei Umbauten im Jahr 1959 verschwand die stuckierte Spiegeldecke mit Bandelwerkschmuck sowie der Altar aus dem 18. Jahrhundert. Von der Kapellenausstattung war 1980 ein Beichtstuhl aus der Zeit um 1770/1780 vorhanden. Dieser ist aus Holz und hat eine Pilasterverzierung und Kielbögen. Im Jahr 1920 wurde er aus Kamp erworben und nachträglich erweitert.

## Hierarchie im Kloster
Bis zur Einführung der Bursfelder Reform wurde das Kloster von einer Meisterin geführt, die dem Abt von der Benediktinerabtei St. Matthias in Trier untergeordnet war. Nach Ableben oder Zurücktreten einer Meisterin wurde die Nachfolgerin vom Konvent unter Beisein des Vaterabtes gewählt. Die Meisterin nahm den Ehrenplatz im Konvent ein und vertrat das Kloster nach außen hin. Neben der Meisterin (oder später Äbtissin) hatte die Priorin das wichtigste Amt im Konvent. Sie vertrat die Meisterin bei Krankheit und unterstützte sie bei der Amtsführung. Sie wurde von der Meisterin ernannt und durfte nur in Übereinstimmung mit ihr tätig werden. Ihr Aufgabenbereich lag mehr im geistlichen Bereich. Nach der Einführung der Bursfelder Reform wurde der Meisterin Isingrad von Greiffenclau und ihren Nachfolgerinnen vom Trierer Erzbischof der Titel einer Äbtissin verliehen.
| Unter den Meisterinnen, deren Namen zunächst nur vereinzelt bekannt sind, fällt eine hohe Anzahl der aus dem Bopparder Stadtadel stammenden Frauen auf (Diese sind mit * gekennzeichnet). | Seit der Bursfelder Reform tragen die Meisterinnen von Marienberg den Titel Äbtissin. In der folgenden Tabelle werden sie namentlich aufgeführt. |
| - Clara von Waldeck - Hepmud von Greiffenclau - Adelheid von Koppenstein - Mechthild von Westerburg - Helena von Dalberg (1304) - Sophia von Boppard* (vor 1315) - Sophia Beyer von Boppard* - Irmgard von der Leyen (1338–1342) - Irmingard von Ovirsburg* (1342) - Helena von Dalburg, wahrscheinlich identisch mit Guda von Dalberg - Anne von Hoeneck (1360) - Gutta von St. Goar (1363–1376) - Gertrud von Ovirsburg* (1377–1385) - Barbara Pfalzgräfin bei Rhein (1385–1398) - Mechthild Kolb I.* (1398–1399) - Gutta von Langen(1400–?) - Mechthild Kolb II. von Boppard* (1420–1432) | - Isingrad von Greiffenclau (1432–1467) - Kunigunde, geborene Beyer von Boppard, verwitwete Kämmerer von Worms (1467–1476) - Christina von Greiffenclau (1476–1484) - Margarethe Wild- und Rheingräfin (1484–1514) - Caecilia von Ingelheim (1517–1518) - Apollonia von Dalberg (1518–1524) - Maria von Sonnenberg (1524–?) - Margarethe von Leiningen (1538 als Äbtissin erwähnt), Schwester der bekannten Gräfin Eva von Neuleiningen und des Kölner Domdekans Reinhard von Leiningen-Westerburg. - Barbara von Leiningen (1546–1576), Tochter des Grafen Emich IX. von Leiningen-Hardenburg - Johanna von Pfalz-Simmern (1576–1580) - Katharina Wolf von Sponheim (1580–1581) - Amelia Zandt von Merl (1581–1624) - Maria Margarethe Zandt von Merl (1624–1654) - Eva Margarethe von Greiffenklau (1655–1688) - Maria Agnes von der Leyen (20. August 1688 – 21. Oktober 1731) - Maria Elisabetha von Waltbott zu Bassenheim (21. November 1731 – 9. Dezember 1744) - Maria Sybilla von Esleben (1744 – 9. Dezember 1755) - Maria Philippina von Lobenthal (30. Dezember 1755 – 31. August 1780) - Augusta von Manderode (18. September 1780–1794) |

## Marienberger Park

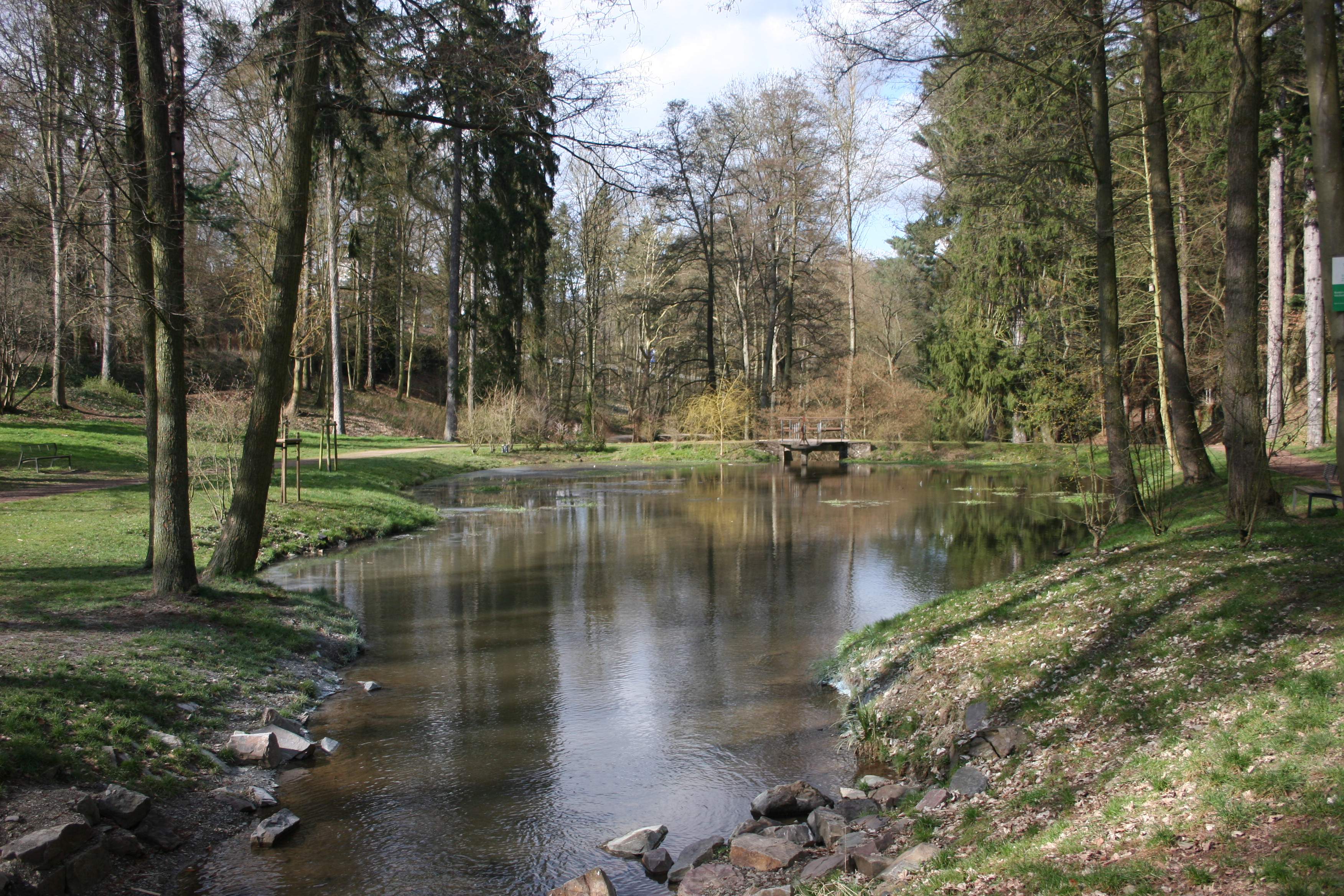
Marienberger Park

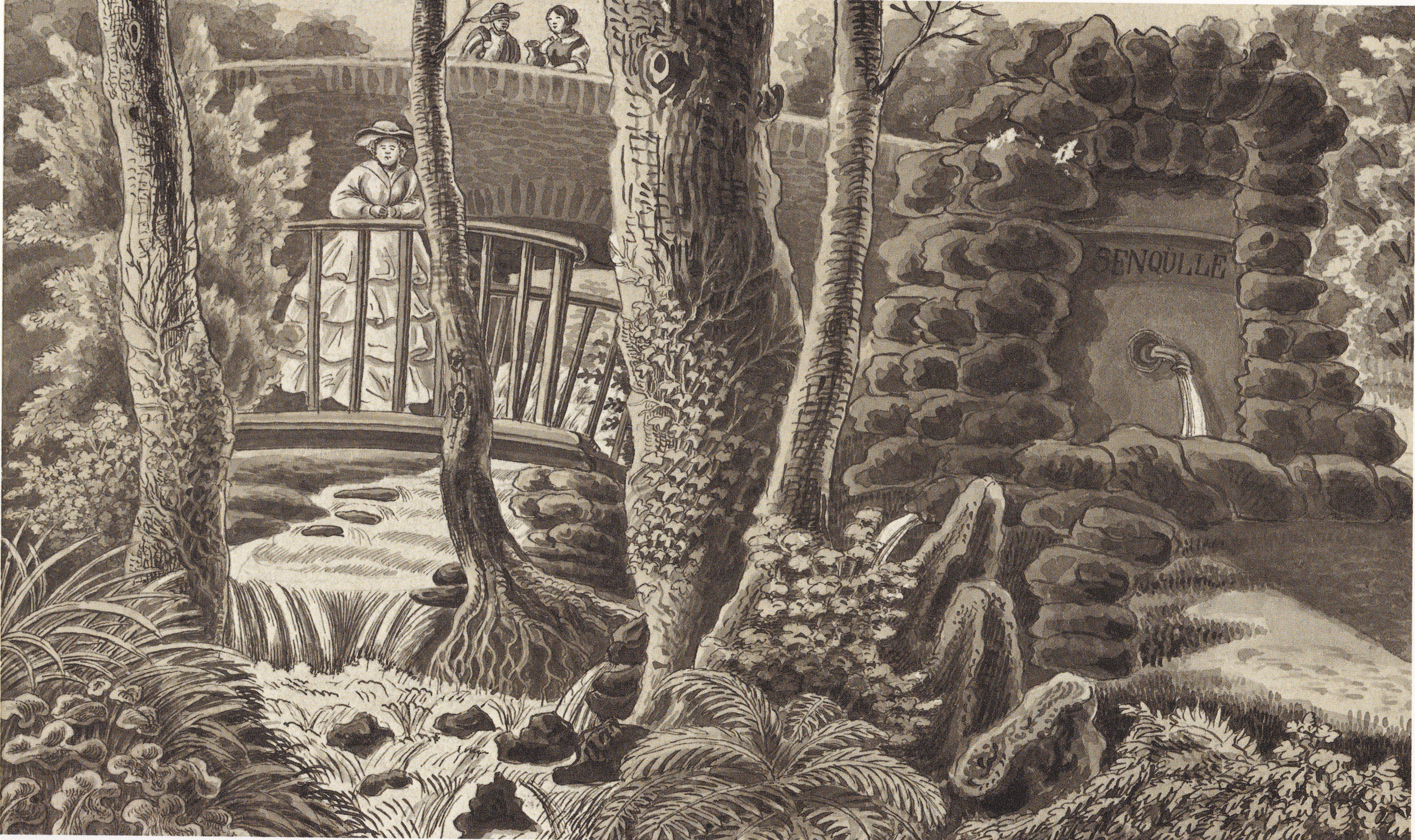
Der Marienberger Park nach einer Zeichnung von N. Schlad

Im Jahr 1839 wurde im ehemaligen Klostergarten ein Landschaftsgarten im englischen Stil angelegt. Die recht schmale, circa zwei Hektar große Parkanlage erstreckt sich südöstlich des Klosters und folgt den topographischen Gegebenheiten der dortigen Schneise. Durchflossen wird er von einem natürlichen Bergbach, dem Orgelborn. Im südlichen Teil des Parks wurde der Orgelborn zu einem Teich aufgestaut. Ein für englische Gärten typischer Schlängelweg, der sogleich ein Rundweg ist, führt über kleine noch erhaltene Brücken am Orgelborn entlang. Aufgrund seines hohen Artenreichtums an insbesondere einheimischen Bäumen kann der Park als Arboretum bezeichnet werden. Beispielsweise bilden Bergahorn, Hainbuchen, Eschen und Robinien markante Baumgruppen, die aber auch Blickachsen auf das Rheintal zulassen. Außerdem befinden sich im Park Natursteinmauern, die eine über die Zeit gewachsene Mauer- und Ritzenvegetation zeigen.
Im Jahr 2007 wurde der Park nach umfassenden Erhaltungsmaßnahmen wieder für die Öffentlichkeit zugänglich gemacht und seit 2011 ist die Stadt Boppard Besitzerin des Marienberger Parks, der heute Teil der Route der Welterbe-Gärten ist.
Am 10. Februar 2014 und den darauf folgenden Tagen mussten sechs Fichten, zwei Douglasien, eine Eiche, eine Roteiche und ein Spitzahorn gefällt werden. Die drei Laubbäume hatten Kernfäule, während die Nadelbäume unter starkem Borkenkäferbefall litten. Darum hatte die untere Denkmalschutzbehörde eine denkmalschutzrechtliche Genehmigung für das Fällen der kranken Großbäume erteilt.

## Denkmalschutz
Seit dem 12. Juli 1982 ist das Kloster Marienberg zusammen mit dem Viehhaus und dem Marienberger Park geschützt als eingetragenes Kulturdenkmal im Sinne des Denkmalschutz- und -pflegegesetzes (DSchG) des Landes Rheinland-Pfalz. Der Denkmalschutz wurde gerichtlich bestätigt. Außerdem ist das ehemalige Kloster seit 2002 Teil des UNESCO-Welterbes Oberes Mittelrheintal.

## Tradition der Orgelbornkirmes
Am dritten Wochenende nach Pfingsten wird in Boppard von der Märkter Nachbarschaft die Orgelbornkirmes gefeiert. Der wichtigste Tag der Kirmes ist der Montag, an diesem Tag gibt es einen Festumzug vom Marktplatz zum Marienberger Park, wo die eigentliche Kirmes begangen wird. Wie die anderen traditionellen Bopparder Nachbarschaftskirmesse hat auch die Orgelbornkirmes ihren Ursprung im späten Mittelalter. Man geht heute davon aus, dass sie im Jahr 1420 zum ersten Mal und seitdem jährlich, mit wenigen Ausnahmen wie zum Beispiel in Kriegszeiten, begangen wurde. Hätte die Nachbarschaft in einem Jahr die Kirmes ausfallen gelassen oder nicht im Klosterpark gefeiert, so wäre das vom Kloster eingeräumte Recht, im Klostergarten die Kirmes zu feiern, erloschen. Der Zwang scheint so stark gewesen, dass die Sage entstand, während des Bopparder Krieges im Jahr 1497, in dessen Zeit die Kirmes fiel, hätten die Bopparder, um einen Tag Waffenstillstand gebeten, um die Kirmes zu feiern. Dieser soll ihnen gewährt worden sein und sie hätten zusammen mit ihren Feinden gefeiert, die ihren Stützpunkt im Kloster hatten.
Die heutige Märkter Nachbarschaft ist aus den zwei Nachbarschaften der Unter- und Obermärkter zusammengewachsen. Wahrscheinlich wurde die Orgelbornkirmes zu Beginn von der Obermärkter Nachbarschaft gefeiert. Diese pflegten eine besondere Beziehung zum Kloster Marienberg. Denn das Kloster war Besitzer des Hauses „Zum Rebstock“. Dieses befindet sich noch heute direkt südlich des alten Rathauses und gehörte zur Obermärkter Nachbarschaft.
Am Abend des Montags wird das historische Zeremoniell der Erstürmung der Feste Eisenstein aufgeführt. Danach wird heute die Kirmes im Park weitergefeiert. Früher zog der Festzug zum Kloster und musizierte dort, wofür es drei Maß Bier, drei Maß Wein, ein Weißbrot und ein Schwarzbrot gab. Auch als Marienberg im 19. Jahrhundert eine Kaltwasserheilanstalt war, wurde diese Tradition des Musizierens im ehemaligen Kloster beibehalten.